# Engadget

Logo Engadget

Engadget est un réseau multilingue de dix blogues consacrés à l'actualité technologique et aux gadgets électroniques, propriété du groupe AOL. Quatre de ces blogues sont rédigés en anglais et six dans d'autres langues (chinois simplifié, japonais, espagnol, polonais, coréen et allemand), chacun dispose d'une équipe éditoriale dédiée. En 2010, Engadget était considéré comme un des meilleurs blogues par le magazine américain Time.

## Historique
Engadget a été cofondé par Peter Rojas, un ancien de Gizmodo. Il fait partie de Weblogs, Inc., un réseau de blogues qui comprend notamment Autoblog et Joystiq, et anciennement Hack-A-Day. Weblogs Inc. est acheté en 2005 par AOL.
En mai 2015, l’entreprise américaine de télécommunications, Verizon acquiert AOL, incluant donc ses activités dans la publicité mobile, Huffington Post, TechCrunch et Engadget, pour 4,4 milliards de dollars.